# Touche pas à mon poste !
Cet article possède un paronyme, voir Touche pas à mon pote.
Pour l'émission de radio, voir Touche pas à mon poke.
 (février 2024).
Touche pas à mon poste !, également désignée par le sigle TPMP, est une émission de télévision française créée et présentée par Cyril Hanouna, produite par H2O Productions et diffusée du 1er avril 2010 au 22 mai 2012 sur France 4, puis du 8 octobre 2012 au 27 février 2025 sur D8, chaîne renommée ensuite C8 et du 3 mars 2025 au 26 mars 2025 sur sa propre chaîne éphémère en live streaming  intitulée « TPMP ».
Il s'agit d'un talk-show consacré à l'origine à l'actualité médiatique, comprenant également des séquences ou chroniques humoristiques. Progressivement, l'émission s'est ouverte à des débats liés à l'actualité sociétale et politique.
Initialement diffusé chaque jeudi en seconde partie de soirée sur la chaîne publique France 4, le programme devient quotidien après son transfert en 2012 sur D8, chaîne privée en clair du groupe Canal+ renommée C8 en septembre 2016. Il est dès lors diffusé principalement en direct et en avant-soirée, le plus souvent du lundi au vendredi.
Après son passage à une diffusion quotidienne, Touche pas à mon poste ! est au centre de différentes polémiques, son animateur se voyant notamment accusé d'humilier publiquement certains participants. L'émission est également critiquée, dans ses dernières saisons, pour sa tendance à sur-représenter les thématiques et personnalités d'extrême droite, situation souvent imputée à l'influence de l'homme d'affaires Vincent Bolloré, principal actionnaire du groupe Canal+. Le programme vaudra ainsi plusieurs amendes à son diffuseur, la chaîne C8, ce qui sera l'un des motifs invoqués par l'Arcom dans sa décision, annoncée en juillet 2024, de ne pas renouveler la fréquence de cette dernière. 
À la suite de la fermeture de C8, le 28 février 2025, l'émission n'est plus visible sur la TNT, mais elle reste diffusée en streaming pendant quelques semaines sur un canal dédié, accessible via les plateformes numériques. Ses anciens numéros sont par ailleurs toujours disponibles sur sa chaîne YouTube et sur différents services de télévision de rattrapage ou de vidéo à la demande.

## Concept
La formule initiale de l'émission propose des chroniques et courts débats consacrés aux programmes télévisés et sur les polémiques suscitées par certaines émissions, entrecoupés d'extraits vidéos et de rubriques humoristiques. Dans les différentes rubriques de l'émission, de nombreuses surprises sont prévues ou totalement improvisés, par l'animateur lui-même, les chroniqueurs ou les invités. Ceux-ci évoquent de leur actualité et de leurs goûts télévisuels. À l'origine cette émission est axée sur les médias et plus particulièrement sur la télévision mais la formule éditoriale s'est progressivement orientée sur des sujets de société, politiques et des faits divers.

## Histoire

### Origine
En mars 2010, afin d'honorer une queue de contrat avec France Télévisions à la fin de l'été, Cyril Hanouna propose, en ultime recours, une émission pour France 4 sur sa vraie passion, la télévision. Il la baptise Touche pas à mon poste !.
Le titre de l'émission est un jeu de mots avec le slogan de SOS Racisme, « Touche pas à mon pote ». Cyril Hanouna, militant de cette association, a obtenu l'autorisation de son président, Dominique Sopo, d'emprunter ce titre.
France Télévisions accepte la diffusion de son émission, mais sa direction n'y croit pas. Ainsi, l'animateur, avec son ami Yannick Bolloré, crée sa propre société de production « H2O Productions », dont le groupe Bolloré est actionnaire majoritaire avec 51%, via la filiale Havas.

### Époque France 4 (2010-2012)
La première émission de Touche pas à mon poste ! est diffusée le 1er avril 2010 à 22 h 40 sur France 4. Elle inaugure la première saison de l'émission. Cette émission est parrainée par Denis Brogniart. 
La saison 2 de Touche pas à mon poste ! débute le 8 septembre 2011. La saison est parrainée par Benjamin Castaldi. La dernière émission inédite sur France 4 et de la saison est diffusée le 22 mai 2012. 
L'émission réunit alors comme chroniqueurs réguliers Éric Dussart, Élodie Gossuin, Énora Malagré, Thierry Moreau, Christophe Carrière, François Viot, Jean-Michel Maire, Jean-Luc Lemoine et Justine Fraioli.
Dès le 22 avril 2010, soit moins d'un mois après son lancement le 1er avril 2010, TPMP fédère une moyenne de 276 000 personnes pour 2,2 % de part d'audience. Le 10 juin 2010, il atteint les 281 000 téléspectateurs pour 2,3 % de part d'audience. Cyril Hanouna, entouré de ses chroniqueurs de l'époque, reçoit alors Michel Cymes. L'émission est l'une des émissions média les plus suivies.
Havas cède ses parts de « H2O Productions » à Cyril Hanouna, avant qu'il ne les vende en juillet 2012 à Banijay, l'entreprise du producteur Stéphane Courbit. Tout en restant producteur exécutif de Touche pas à mon poste ! dont il n'est pas simplement l'animateur. Cette transaction fait passer l'émission de France Télévisions à Canal+ via D8. 

### Époque D8 (2012-2015)

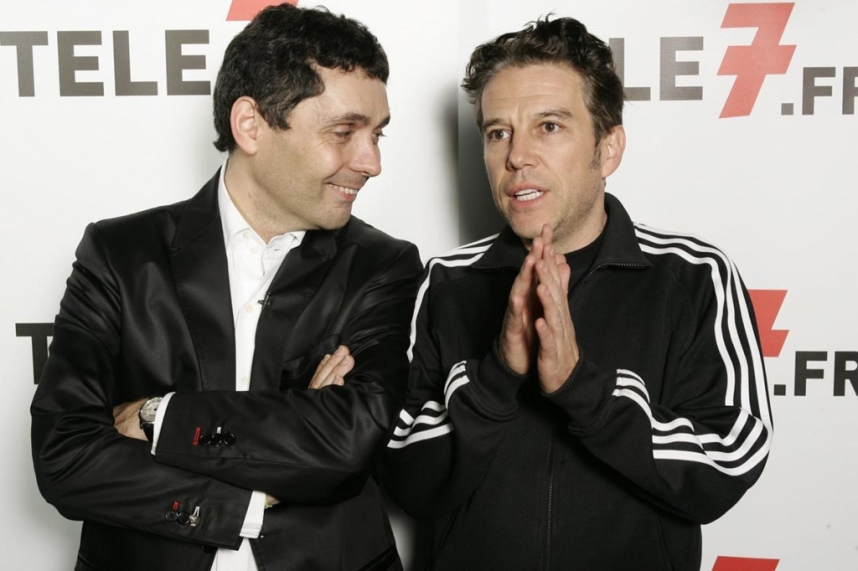
Thierry Moreau et Philippe Vandel, tous deux chroniqueurs dans la saison 4.

Lorsqu'Ara Aprikian, directeur du pôle flux du groupe Canal+, est chargé, en 2012, de rebâtir D8, achetée par Canal+ à Vincent Bolloré, il est intéressé par Cyril Hanouna qui réalise deux fois l'audience moyenne de France 4. Il signe un contrat de deux ans pour 20 millions sans clause d'audience. Le contrat de l'animateur étant mal verrouillé, il peut passer à la concurrence avec le titre de l'émission, le concept et les chroniqueurs.
Le 8 octobre 2012 l'émission est transférée sur la nouvelle chaîne D8, lancée le 7 octobre et devient quotidienne, diffusée du lundi au vendredi vers 18 h 45. En janvier l'émission quitte les studios de la SFP, pour être tournée dans ceux de la chaine D8 à Boulogne
Si certains des chroniqueurs des précédentes saisons suivent sur D8 comme Thierry Moreau, Jean-Michel Maire, Énora Malagré et Christophe Carrière, d'autres chroniqueurs comme Éric Dussart choisissent de quitter l'émission ; Justine Fraïoli ne va réintégrer de son côté l'émission qu'en 2014. De nouveaux chroniqueurs : Gérard Louvin, Valérie Bénaïm, Alexia Laroche-Joubert, Philippe Vandel et Élise Chassaing renforcent l'équipe. Le 20 mai 2013, Isabelle Morini-Bosc, journaliste médias à RTL, fait son entrée parmi les chroniqueurs.
L'émission propose une nouvelle formule avec des rubriques animées par Camille Combal transfuge de W9 (Le 19.55 et Le Poste de surveillance), Bertrand Chameroy, ancien chroniqueur de Jean-Marc Morandini, fait une rubrique humoristique sur l'actualité, Jean-Luc Lemoine avec Les questions en 4/3 montre ce qui se passe sur le plateau de l'émission hors antenne; s'y ajoutent les divertissements de Cartman.
TPMP est parrainée par Gad Elmaleh premier invité de la nouvelle formule et reçoit, outre les artistes et personnalités de la télévision, un invité politique en la personne de Jean-Luc Mélenchon.
M6 et TF1 refusent que leurs animateurs viennent dans l'émission,. Le 22 mai 2013, le groupe TF1 autorise à faire inviter ses animateurs (et réciproquement) dans l'émission à la suite de l'accord signé par TF1 et le groupe Canal+.
En audience, le 18 mars 2013, l'émission atteint pour la première fois le niveau d'1,1 million de téléspectateurs pour 5,1 % de part d'audience.

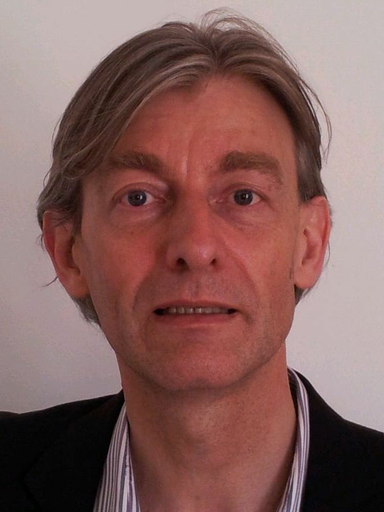
Le journaliste Gilles Verdez intègre l'équipe lors de la saison 4.

 En 2013, de nouveaux chroniqueurs rejoignent l'équipe : Annie Lemoine, Jérémy Ferrari pour une rubrique humoristique, Gilles Verdez, Philippe Lucas  ou encore Tefa. L'émission est diffusée à 18 h 30 en quotidienne.
La téléréalité est l'une des cibles régulières des chroniqueurs. Touche pas à mon poste ! n'en invite pas moins des personnalités issues de ce genre télévisuel, comme Nabilla Benattia ou Moundir.

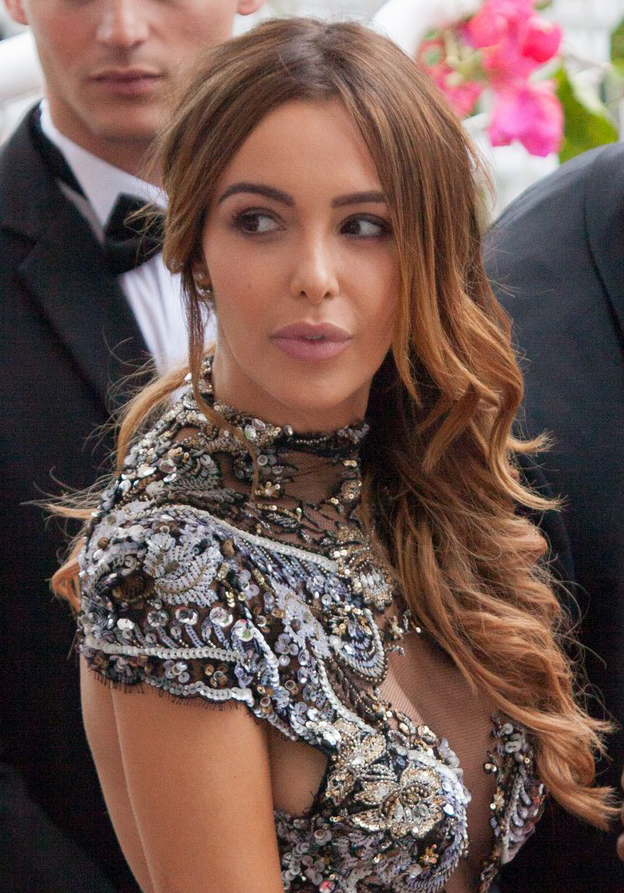
La saison 5 est marquée par l'arrivée controversée de Nabilla Benattia.

Lors des saisons 5 et 6, l'émission du vendredi est présentée par Julien Courbet, parfois remplacé par Énora Malagré. Pendant l'été, une formule différente est proposée « Touche pas à mon poste ! Même l'été ! » qui rediffuse des extraits des émissions de l'année écoulée.
Nabilla Benattia intègre l'équipe de chroniqueurs à l'automne 2014 pour une période d'essai de 3 mois. Le lendemain du fait divers du 6 novembre 2014 impliquant Nabilla Benattia, la chaîne rediffuse une émission où elle n'apparaît pas et occulte aussi ses interventions lors des différents best-of[réf. nécessaire]. D'autres nouveaux chroniqueurs font aussi leur entrée dans l'émission : Julien Courbet, animateur et producteur de télévision et de radio, les actrices Nadège Beausson-Diagne, Gyselle Soares, l'acteur Issa Doumbia, Caroline Ithurbide, Miguel Derennes, Emmanuel Maubert et Bernard Montiel, tandis que l'imitateur Marc-Antoine Le Bret tient une rubrique humoristique.
À l'international, le programme est proposé par Banijay sous le titre It's Only T.V. (« Ce n'est que de la télé »). Début 2015, la chaîne libanaise Murr Television a acquis les droits d'adaptation du programme. Le premier numéro de cette adaptation, baptisée Menna w Jerr et animée par Pierre Rabbat, a été diffusé le 31 décembre 2015.
Côté audience, l'émission réunit en moyenne chaque soir 1,3 million de téléspectateurs. Le record d'audience de la saison est atteint lors de « l'affaire Nabilla », le mercredi 12 novembre 2014 avec 1 750 000 téléspectateurs et 7,6 % de part d'audience.

### Saison 6 (2015-2016)
La diffusion de la saison 6 commence le 31 août 2015 18 h 55 puis 19 h 5 en quotidienne.
La saison intègre comme à son habitude de nouveaux chroniqueurs, Matthieu Delormeau transfuge de NRJ 12, les journalistes Estelle Denis, Erika Moulet et Émilie Lopez, la blogueuse Shera Kerienski ; la saison marque aussi le retour d'Éric Dussart.
Au cours de cette saison, Vincent Bolloré devient actionnaire majoritaire du Groupe Canal+ dont dépend la chaîne D8. Bertrand Chameroy traite avec humour de l’événement dans deux de ses rubriques où il fait allusion au sort réservé aux Guignols de Canal+, menacés alors de suppression d’antenne ainsi qu'au futur changement de nom des trois chaînes du groupe D8, D17 et I-Télé en C8, C-Star et C-News. Les sketchs ne plaisent pas à Bolloré, qui exige que son nom ne soit plus cité dans l'émission. Les incidents sont perçus comme des tentatives de censure, notamment par le fait qu'un des sketchs de Chameroy aurait été déprogrammé, ce sur quoi Hanouna assure qu'il n'y aura jamais de censure dans l'émission.
Bruno Donnet, chroniqueur de l'émission Instant M sur France Inter, pointe les plaisanteries auxquelles Cyril Hanouna se livre régulièrement sur ses chroniqueurs, vues comme des séances d'humiliation publique, en particulier sur Matthieu Delormeau. Le CSA met en garde Cyril Hanouna contre ces dérapages,.
Une enquête publiée par le magazine Society révèle les coulisses de l'émission et s'appuie sur des témoignages de chroniqueurs anonymisés. Il y est décrit une ambiance détestable hors-plateau mais aussi des abus de pouvoir de la part de Cyril Hanouna, considéré comme ingérable et violent.
Le 19 avril 2016, Cyril Hanouna envoie Gilles Verdez déguisé en livreur importuner le rappeur JoeyStarr alors en coulisses avant l'émission la Nouvelle Star, à laquelle il participe en tant que membre du jury. Gilles Verdez reçoit une gifle de la part de JoeyStarr, diffusée en direct,. Lors du prime du télé-crochet JoeyStarr prend la parole, mais refuse de s'excuser. En guise de riposte, l'animateur menace d'annuler son émission du lendemain pour faire pression sur le chanteur. Tenu par contrat par la direction de D8 de faire l'émission du lendemain, Hanouna fait acte de présence, mais les chroniqueurs solidaires de Gilles Verdez sont remplacés par des membres du public.
Le CSA, face à l'ampleur prise par l'incident, publie le 9 mai 2016 une mise en garde contre D8, signalant qu'« il regrette que cette provocation ait été diffusée en direct et que l’animateur, instigateur réel de celle-ci, ait pu faire part de son envie de représailles, dans une émission qui est notamment suivie par un public jeune, tout en faisant mine de ne pas rendre l’antenne », ajoutant que « même en prenant en compte le ton prétendument humoristique adopté pour la séquence, le Conseil, qui a été conduit à intervenir pour la quatrième fois en moins d’une année concernant cette émission, exprime par une mise en garde sa vive préoccupation du fait de la récurrence de débordements ».
Le 29 février 2016, Touche pas à mon poste ! atteint son record en étant suivie par 1,975 million de téléspectateurs, soit 8,1 % d'audience.

### Saison 7 (2016-2017)

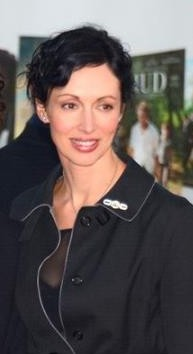
Géraldine Maillet intègre l'équipe des chroniqueurs dans la saison 7.

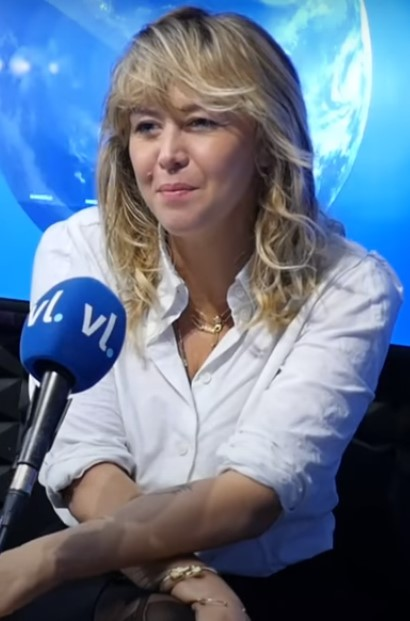
Cette saison est notamment marquée par le départ d'Énora Malagré.

La saison 7 de Touche pas à mon poste ! débute le 5 septembre 2016. L'émission est diffusée sur la nouvelle chaîne C8 du lundi au vendredi toujours en direct à partir de 19 h 10 pour se terminer aux alentours de 21 h. Cette nouvelle saison marque le retour à la présentation de l'émission du vendredi de Cyril Hanouna car les audiences sont insuffisantes quand celle-ci est animée par Julien Courbet. Cette rentrée marque aussi la présence d'une concurrence directe avec l'arrivée de Yann Barthès et Quotidien sur TMC sur le même créneau horaire et visant la même part d'audiences.
La saison est marquée par l'intégration dans l'équipe des chroniqueurs des deux animateurs Sébastien Cauet et Benjamin Castaldi, ainsi que de Capucine Anav issue de la télé-réalité. S'ajoutent Géraldine Maillet, Guillaume Pley, Agathe Auproux et Danielle Moreau sont invités comme experts média. La fin de la saison est marquée par le départ de deux chroniqueurs historiques de TPMP, Thierry Moreau et Énora Malagré.
Le 23 novembre 2016, le Conseil supérieur de l'audiovisuel publie un communiqué signalant que « suite à de très nombreuses plaintes », il engage alors une procédure de sanction contre l'émission auprès du rapporteur indépendant chargé de l'instruction des affaires. Cette procédure fait suite, outre les mises en gardes répétées, à plusieurs nouvelles séquences jugées dégradantes, comme des attouchements effectués sur une danseuse par le chroniqueur Jean-Michel Maire, encouragé par Cyril Hanouna, alors que celle-ci s'y est opposée explicitement.
Le 27 avril 2017, la 1000e émission de TPMP est diffusée. Au cours de cette émission Cyril Hanouna se rend devant le siège de TF1 pour saluer en direct Emmanuel Macron, ancien ministre de l'Économie, de l'Industrie et du Numérique de François Hollande, alors candidat à l'élection présidentielle.
Lors du prime du 18 mai 2017, au lendemain de la journée internationale de lutte contre l'homophobie, Cyril Hanouna, après avoir mis en ligne une fausse annonce sur un site de rencontre destiné aux homosexuels, piège une personne en se faisant passer de manière caricaturale et moqueuse pour un bisexuel, les paroles de son interlocuteur sont rendues audibles en direct via un haut-parleur. Des associations de lutte contre l'homophobie et des journalistes jugent l'acte humiliant et dégradant et appellent le CSA à prendre des mesures disciplinaires,. L'affaire fait également réagir la presse internationale, qui considère également le sketch comme humiliant. L'Association des journalistes LGBT qualifie Cyril Hanouna de « multirécidiviste » et obsédé par l'homosexualité. Pour le seul mois de novembre 2016, l'association comptabilise 42 allusions au sujet par Hanouna et son équipe,,.
Cyril Hanouna se défend en affirmant qu'« il n'y aura jamais aucune séquence homophobe dans mes émissions ! Bien au contraire. Je suis le plus fervent défenseur du Refuge, dont j'ai défendu la cause depuis le début de la semaine et encore dans l'émission, pour la semaine contre l'homophobie à l'école. » Cyril Hanouna dément ainsi avoir voulu heurter qui que ce soit sur le plateau de son émission. Cependant, le Refuge se désolidarise de l'animateur en condamnant fermement le programme qui « tend dangereusement à conforter toute position homophobe ». Hanouna porte plainte contre le Refuge, après des accusations proférées par l'association contre lui.
Cette polémique incite certains annonceurs à retirer leurs publicités dans l'émission afin de ne pas cautionner « ce type de dérapage ». À la suite de la polémique, la régie de Canal+ décide de suspendre la publicité et une lettre d'excuses est écrite par Cyril Hanouna,,.

### Saison 8 (2017-2018)
La saison commence à 19 h 10 du lundi au vendredi. À partir des semaines 38 à 45 et la semaine 47, le vendredi est réservé à l'émission Family Battle.
L'émission est animée par Hanouna du lundi au jeudi et, le vendredi, en alternance avec Benjamin Castaldi. Il maintient les horaires de la saison 8 : retour de TPMP, le before à 19 h 10 avant TPMP, première partie à 19 35 et Touche pas à mon poste ! à 20 10. À partir de cette saison, il existe parfois une quatrième et dernière partie diffusée les soirs de matchs de football notamment pour communiquer sur les audiences de la partie principale de l'émission.

### Saison 9 (2018-2019)
L'émission est animée par Cyril Hanouna du lundi au jeudi en avant-soirée, à partir de 19 h 10. La programmation du vendredi connaîtra différents ajustements : ainsi, dès le 21 septembre, Matthieu Delormeau anime une émission hebdomadaire spéciale célébrités baptisée TPMP People, diffusée d'abord en avant soirée à partir de 19 h 10, tandis que la case du vendredi en première partie de soirée est occupée par Jean-Luc Lemoine qui présente TPMP refait la semaine ! Toutefois, dès le 9 novembre 2018, TPMP People est déplacée en pré-access (à la place de C'est que de la télé !), tandis que Benjamin Castaldi, le joker de Cyril Hanouna, présente depuis cette date TPMP ouvert à tous (émission ainsi nommée car elle accueille des personnes handicapées sur son plateau) le vendredi en avant soirée. À partir de mars 2019, la première partie de soirée du vendredi est décalé au jeudi soir,
Cette saison est marquée par le retour de Bertrand Chameroy pour une rubrique météo humoristique, ainsi que celui de Nabilla Benattia. Hanouna réunit aussi de nouveaux chroniqueurs, parmi lesquels Delphine Wespiser, ancienne miss France, Jean-Pierre Descombes, ancien animateur des Jeux de 20 heures, Benoît Dubois, issu du Mad Mag et Adrien Lemaître avec comme rubrique Lemaître du Poste destinée à remplacer celle de Camille Combal, parti sur TF1. Peu après les débuts de la saison, faute d'audiences satisfaisantes, Cyril Hanouna met fin à la chronique de Bertrand Chameroy. Plus tard, Adrien Lemaitre est remplacé par Cédric Cizaire, avec la rubrique CSA (Cizaire scanne l'actu) puis Les lauriers de Cizaire. Doc Gynéco rejoint l'équipe des chroniqueurs en février 2019.
La saison démarre par une violente polémique opposant à nouveau Hanouna à TF1, la chaîne interdisant à l'ancien chroniqueur de TPMP Camille Combal de venir sur l'émission-débat faire la promotion de Danse avec les stars, émission dont il est le nouveau présentateur. Furieux de cette décision, Cyril Hanouna réagit violemment en insultant en direct les dirigeants de TF1 Xavier Gandon et Ara Aprikian anciens dirigeants de D8. En réaction, TF1 saisit le CSA. Cyril Hanouna, dans l'émission suivante, admet avoir, selon ses mots, « pété un câble », mais refuse de s'excuser, tandis que C8, se désolidarisant de son animateur vedette, envoie un tweet à TF1 : « Sur C8, les dirigeants de TF1 ont tout notre respect », et supprime la séquence litigieuse lors des rediffusions et du replay en ligne de l'émission.
Une autre polémique a lieu par la suite, toujours en lien avec TF1 : la chaîne a décidé de saisir le CSA après la diffusion de photos dénudées de Karine Ferri datant de 2004 dans l'émission du 31 octobre 2018, l'animatrice ayant par ailleurs décidé d'attaquer en justice Cyril Hanouna. Le jeudi 18 avril 2019, l'animateur, ainsi que sa chaine, sont condamnés par le tribunal de grande instance de Nanterre à verser 12 000 euros à Karine Ferri au titre de préjudice moral, au lieu du million d'euros réclamé par l'animatrice.
Dans l'émission du jeudi 25 octobre 2018, la séquence du Quart d'heure sans filtre a suscité l'indignation de spectateurs. Prolongeant un sondage lancé par Fun Radio deux jours avant sur la question : « Charlotte ne supporte pas que son mec lui fasse l'amour la nuit quand elle dort. Vous trouvez cela normal ? » les intervenants, dont la réalisatrice Géraldine Maillet, l'ancienne Miss France Delphine Wespiser et Matthieu Delormeau, ont multiplié les déclarations selon lesquelles ce type d'acte n'est pas un viol. Le CSA a reçu plus de 650 signalements de téléspectateurs indignés dénonçant un débat partial et relevant selon eux de la culture du viol. Les trois intervenants cités plus haut ont présenté leurs excuses sur Twitter,.
Plusieurs interventions des gilets jaunes ont lieu sur le plateau de l'émission. Elles font suite à une interpellation de Cyril Hanouna par une trentaine de gilets jaunes le 19 novembre 2018. Cyril Hanouna s'engage à leur donner la parole. Dès le jour suivant, une première délégation de gilets jaunes est invitée à débattre et à présenter leurs revendications. Face aux critiques lui reprochant l'absence de débat contradictoire lors de la première émission, Cyril Hanouna se propose alors comme médiateur entre le mouvement et des représentants politiques invités eux aussi dans TPMP dans les émissions suivantes, parmi lesquels Marlène Schiappa, Mounir Mahjoubi, Adrien Quatennens ou encore Nicolas Dupont-Aignan.

### Saison 10 (2019-2020)
La saison anniversaire des 10 ans de l'émission est lancée le 2 septembre 2019. L'émission est présentée par Cyril Hanouna du lundi au jeudi de 18 h 30 à 21 h 15. Le vendredi, comme dans la saison 9, Matthieu Delormeau présente TPMP People de 17 h 45 à 19 h 10 et Benjamin Castaldi présente TPMP ouvert à tous de 19 h 10 à 21 h 15.
Le lundi 16 mars 2020, en raison des mesures prises par le gouvernement pour lutter contre la pandémie de Covid-19, l'émission est diffusée sans public, sur un plateau différent. À partir du 17 mars, l'émission est remplacée par Allo Baba et Ce soir chez Baba, deux émissions dérivée de TPMP tournée en direct du domicile de Cyril Hanouna (dans laquelle ses chroniqueurs habituels interviennent le plus souvent par visioconférence), elle-même remplacée à partir du 11 mai par C que du kif, une émission également animée par Cyril Hanouna, tournée en plateau sans public. Dès le 18 mai, C que du kif termine une heure plus tôt pour faire place au jeu À prendre ou à laisser, avec le même animateur.

### Saison 11 (2020-2021)
La saison 11 de Touche pas à mon poste débute le 31 août 2020 à 17 h 45. L'émission dure environ deux heures. Dans un premier temps, sa diffusion précède À prendre ou à laisser, également présentée par Cyril Hanouna, mais les horaires des deux émissions sont ensuite inversés.
Cette saison est marquée par le départ de Matthieu Delormeau et de Cédric Cizaire. Partant aussi est René Malleville après un violent accrochage avec Benjamin Castaldi, Gilles Verdez et Jean-Michel Maire.
La saison est parrainée par Gérard Depardieu. En début de saison, elle connaît un virage éditorial se recentrant sur les médias début 2021 en raison de l'absence de public due à la crise sanitaire; l'émission fait une grande part aux débats d'actualités.
Le lundi 8 mars 2021, l'audience recueille près de 2 millions de téléspectateurs.

### Saison 12 (2021-2022)
Cyril Hanouna inaugure la saison 12 de Touche pas à mon poste ! le lundi 30 août 2021. L'émission est diffusée du lundi au jeudi, de 19 h 10 à 21 h 15. Celle-ci est précédée du 6 à 7. De 18 h 10 à 18 h 40, l'émission est présentée alternativement par Benjamin Castaldi, Bernard Montiel et Valérie Bénaïm. Cette dernière quitte la présentation en novembre 2021.
Comme lors de la saison précédente, l'émission offre une large place à des discussions sur l'actualité, concernant notamment la pandémie de la covid-19 mais aussi l'élection présidentielle de 2022.
En début de saison, Cyril Hanouna propose une nouvelle rubrique, Les Flingueurs du PAF, dans laquelle des éditorialistes sont amenés à commenter l'actualité : parmi eux, l'avocat Fabrice Di Vizio, l'homme politique Jean Messiha, les essayistes Éric Naulleau et Yann Moix, le médecin Laurent Alexandre et le militant lycéen Louis Boyard. Cette rubrique est finalement annulée au bout de deux semaines mais les intervenants restent.
Matthieu Delormeau fait son retour après une année sabbatique.
L'actrice Beatrice Rosen intègre l'équipe de chroniqueurs en février 2022, après être intervenue à plusieurs reprises pour parler des mesures sanitaires mises en place dans le contexte de la pandémie de la covid-19.

### Saison 13 (2022-2023)
La saison 13 de Touche pas à mon poste ! est diffusée du lundi au jeudi, de 19 h 10 à 21 h 15. Cyril Hanouna prend l'antenne à partir de 18 h 40 et également le vendredi pour TPMP Weekend.  
En novembre 2022, l'humoriste Jean-Marie Bigard intègre l'équipe. En janvier 2023, Cyril Hanouna recrute Amel, une mère de famille musulmane et voilée, qui, au bout de deux semaines, quitte brutalement le plateau, choquée par les blagues grivoises de son collègue Jean-Marie Bigard. Son arrivée comme son départ créent de vives polémiques.
En mars 2023, l’émission suscite la polémique en laissant Gérard Fauré présenter la théorie complotiste de « l’adrénochrome ». La chaîne C8 se retrouve au cœur d'une polémique concernant le caractère complotiste des propos de l'invité, un juriste annonce saisir l'Arcom qui sanctionne la chaîne C8 en juillet. Le 10 juillet 2024, la condamnation à une amende de 500 000 euros est confirmée par le Conseil d'Etat. Ceci engendre une chronique de Sophia Aram sur France Inter (Le complot de trop), à laquelle Hanouna répond en public en dévoilant le passé judiciaire de sa mère « dont elle ferait mieux de s'occuper », elle y répond dans sa chronique suivante (En finir avec la honte).
La fin de saison est marquée par le départ de nombreux chroniqueurs parmi lesquels Delphine Wespiser, Matthieu Delormeau, Béatrice Rosen ainsi que Benjamin Castaldi,.

### Saison 14 (2023-2024)
La saison 14 de Touche pas à mon poste ! commence le lundi 4 septembre 2023. De nouveaux chroniqueurs font leur entrée dans l’émission pour cette nouvelle saison, parmi lesquels les animateurs de télévision Alex Goude et Jacques Cardoze, le candidat de télé-réalité et ancien participant de Koh-Lanta Moundir Zoughari, l’ancienne présentatrice de La Matinale de BFM TV Pascale de La Tour du Pin, la femme politique Ségolène Royal.

### Saison 15 (2024-2025)
Le 24 juillet 2024, l'Arcom prend la décision de ne pas réattribuer les fréquences de C8 et NRJ12 et indique qu'elles vont cesser d'émettre le 28 février 2025 ; une décision pour laquelle les deux chaînes portent recours. Pour autant, l'Autorité confirme officiellement leur exclusion le 12 décembre 2024 par le biais d'un communiqué de presse puis d'une décision administrative. Une semaine plus tard, Le Parisien affirme que Cyril Hanouna et le directeur général de sa société de production H2O, Lionel Stan, annoncent à leurs équipes que l’émission prendrait fin en février, juste avant la fermeture définitive de C8.
L'émission est provisoirement diffusée sur YouTube, Dailymotion et les box internet à partir du 3 mars 2025 sous la forme d'une chaîne vidéo éphémère baptisée « TPMP ». La dernière émission est diffusée le 26 mars de la même année.

## Identité visuelle

Logo de l'émission utilisée entre octobre 2012 et juillet 2013.
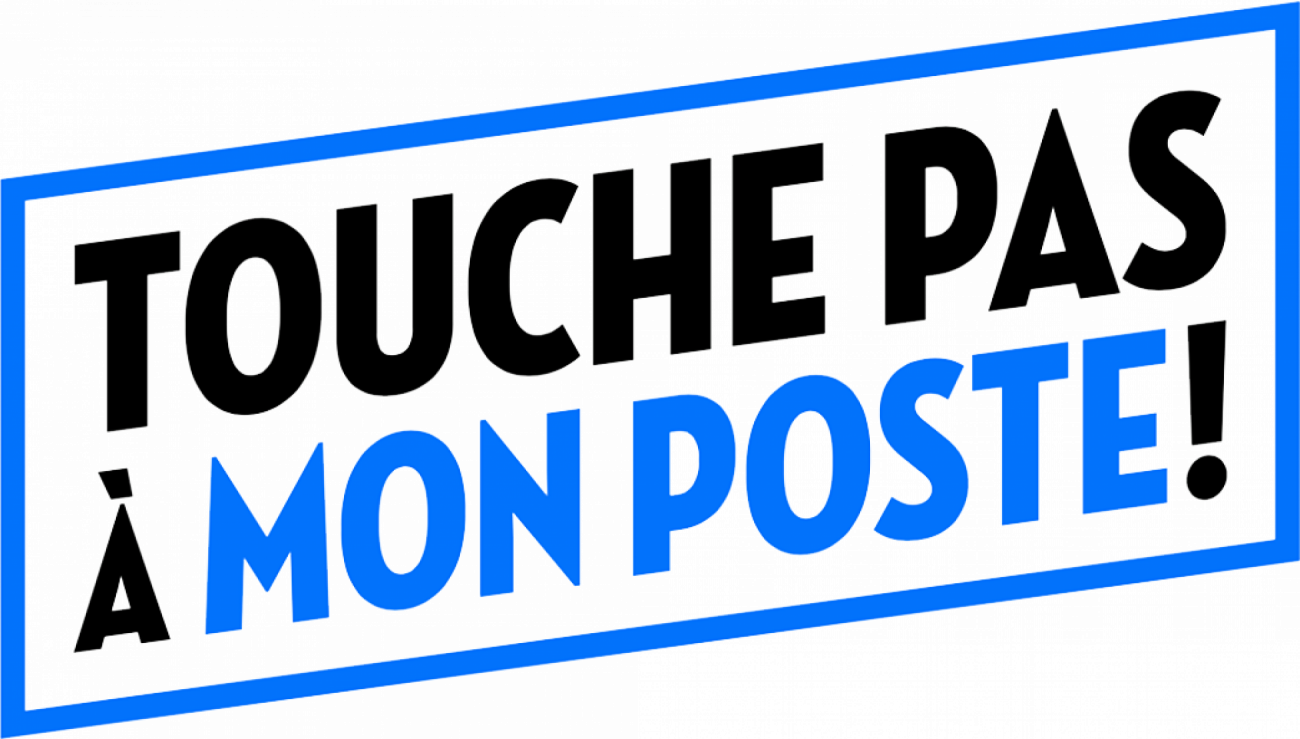
Logo de l'émission utilisée entre août 2015 et juin 2017.
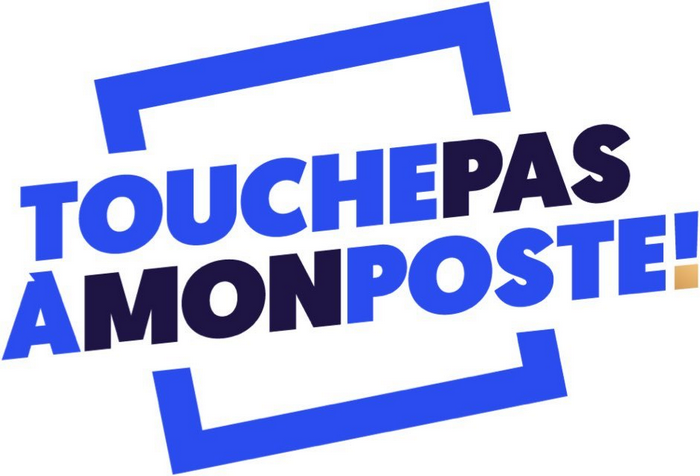
Logo de l'émission utilisée entre septembre 2017 et juillet 2019.
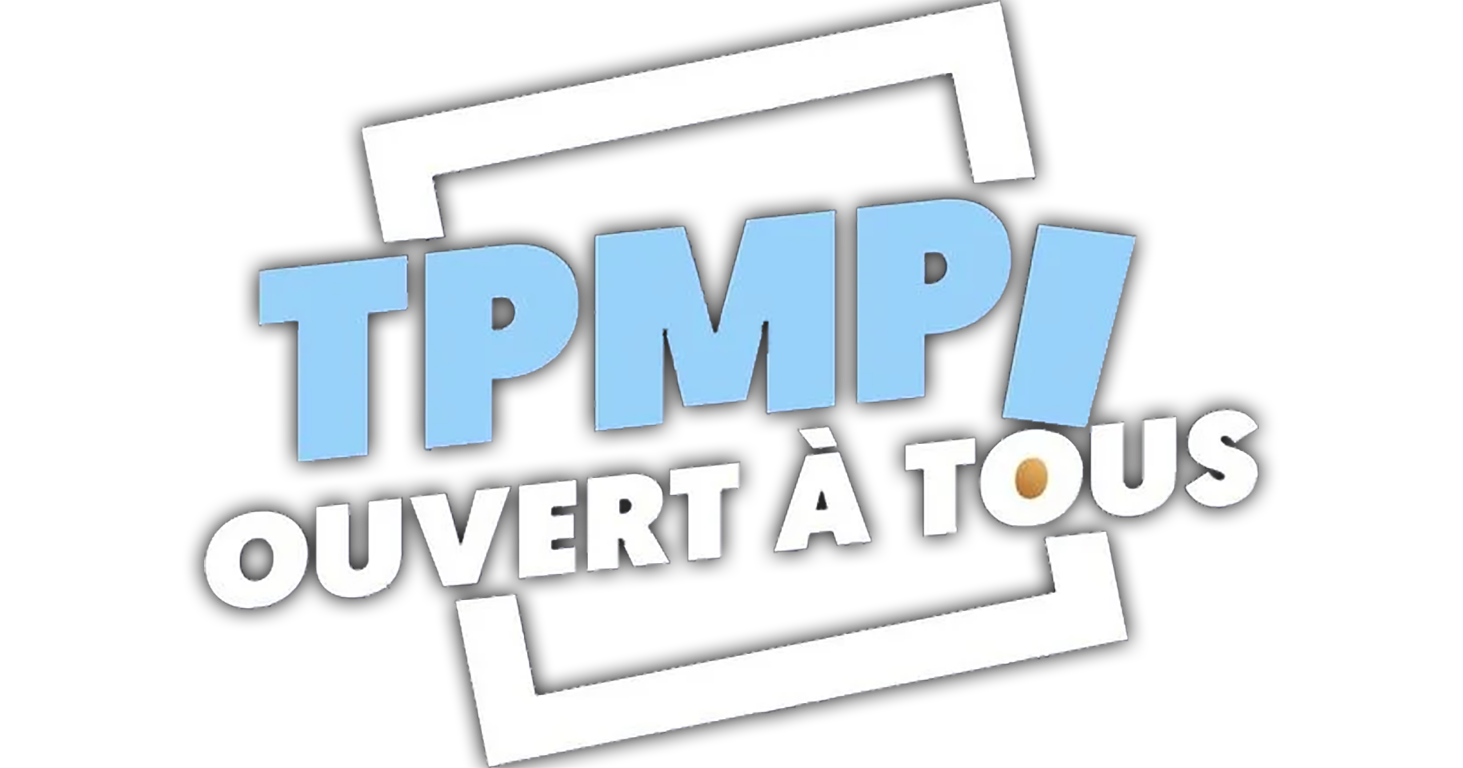
Logo de l'émission TPMP ouvert à tous ! utilisée entre novembre 2017 et juin 2019.
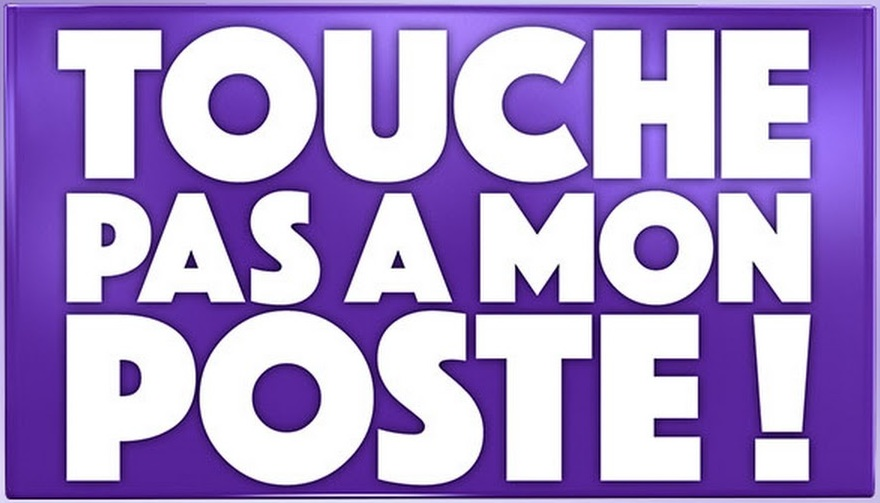
Logo de l'émission utilisée entre septembre et novembre 2020.
Logo de l'émission utilisée depuis août 2021.
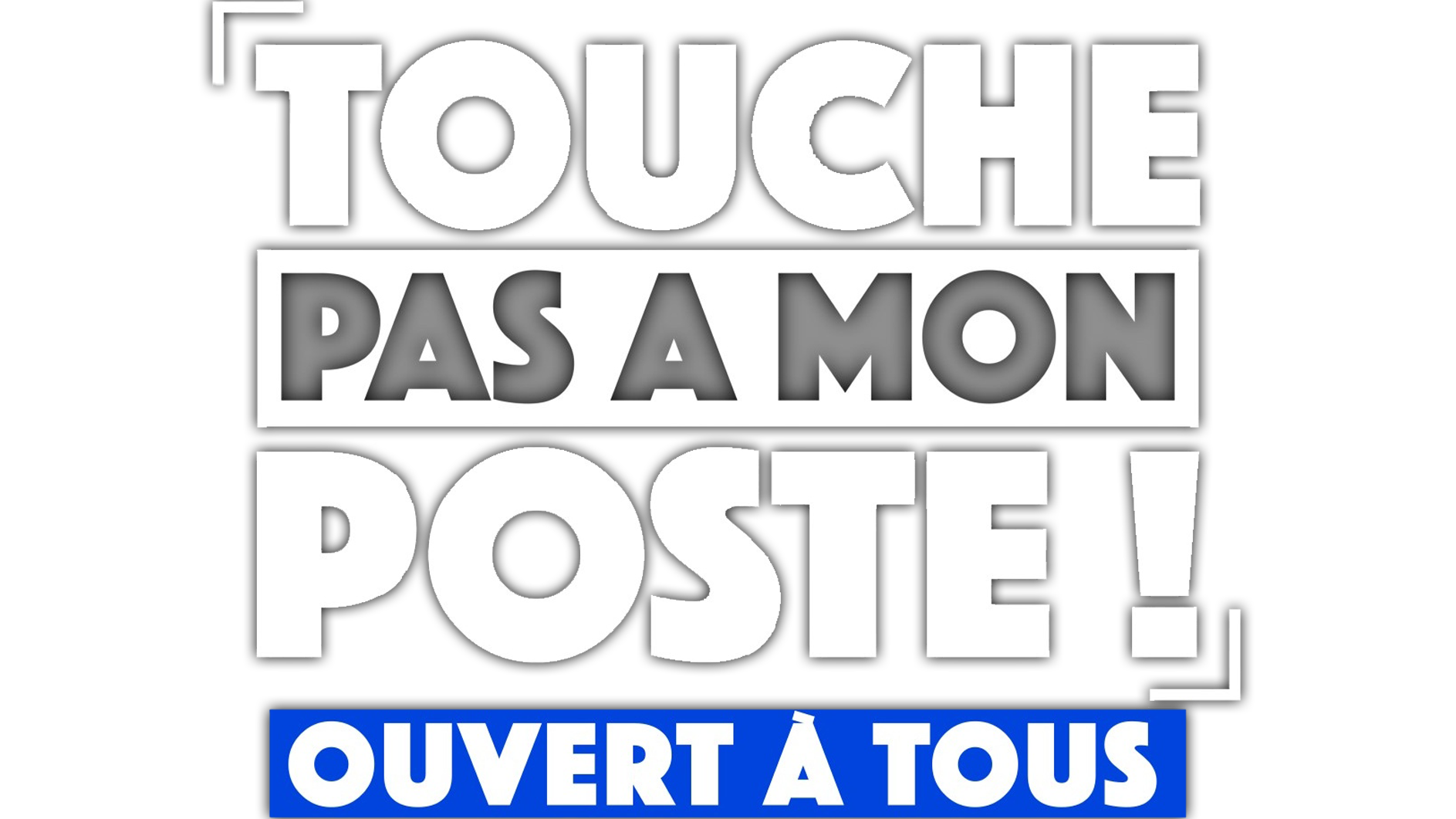
Logo de l'émission TPMP ouvert à tous ! utilisée entre septembre et décembre 2021.
Logo de la chaîne TPMP entre le 3 et le 26 mars 2025.

## Animateurs
Animateur principal et historique de l'émission : Cyril Hanouna.
D'autres personnalités ont également animé l'émission, en remplacement de Cyril Hanouna :
- 2013 : Maïtena Biraben (joker de Cyril Hanouna)[79]
- 2013 : Daphné Roulier (joker de Cyril Hanouna)[80]
- 2013 : Audrey Pulvar (joker de Cyril Hanouna) [81]
- 2014 : Justine Fraioli (joker de Cyril Hanouna)[82]
- 2015 : Enora Malagré (joker de Julien Courbet)[83]
- 2014-2017 : Julien Courbet (souvent les vendredis)
- 2016-2017 : Jean-Michel Maire (joker de Cyril Hanouna et Julien Courbet)
- 2016-2023 : Benjamin Castaldi (joker de Cyril Hanouna)[84]
- 2012-2013, 2018 puis 2021 : Valérie Bénaïm (joker de Cyril Hanouna)
- 2017 : Evelyne Thomas (joker de Cyril Hanouna)[85]
- 2020 : Isabelle Morini Bosc (joker de Cyril Hanouna)[86]
- 2021 : Bernard Montiel (joker de Cyril Hanouna)
- 2021 : Hapsatou Sy (joker de Benjamin Castaldi)[87]
- 2023-2025 : Pascale de La Tour du Pin[75] (joker de Cyril Hanouna)

## Recettes publicitaires
D'après Philippe Nouchi de Publicis Média, la quotidienne de Touche pas à mon poste ! rapporte en 2016 « au minimum 135 000 euros nets par jour en recettes publicitaires. En comptant les rediffusions et les primes, Touche pas à mon poste ! doit générer 40 millions d'euros par an, soit un gros tiers des recettes de la chaîne ».

## Public
La cible originelle de l'émission est une cible jeune, située entre l'adolescence et les jeunes actifs, en concurrence directe avec l'émission Quotidien de Yann Barthès diffusée à la même heure sur TMC. Ainsi, près d’un téléspectateur entre 25 et 49 ans sur dix visionne régulièrement l'émission.
Toutefois, cette proportion est en diminution constante depuis la création de Quotidien en 2016 (passée de 10,7 % à 9,2 % en six années, la catégorie « élèves et étudiants » se divisant par deux, passant de 215 000 individus à 99 000 sur cette période) et l'essentiel de la progression de l'audience s'est fait avec des plus de 50 ans (seule fraction en hausse) : la proportion des 70 ans et plus a progressé de 528 % (182 000, contre 29 000). Ainsi, l'âge moyen des spectateurs de TPMP est passé de 39 ans (rentrée 2016) à 52 ans fin 2022.
Cette évolution est en partie explicable par le vieillissement généralisé des téléspectateurs (68,6 % ont plus de 50 ans), les générations les plus jeunes préférant souvent internet ou les réseaux sociaux.

## Condamnations
- En juin 2017, l'émission est condamnée à une suspension de toute publicité pendant 3 semaines pour deux faits incriminés après que l'émission a « gravement méconnu son obligation de faire preuve de retenue dans la diffusion d'images susceptibles d'humilier les personnes » et « méconnu les dispositions de la loi du 30 septembre 1986 contre les stéréotypes, les préjugés sexistes, les images dégradantes et les violences faites aux femmes »[90],[91]. La condamnation est confirmée par la CEDH en février 2023[92]
- En juillet 2017, l'émission est condamnée à 3 millions d'euros d'amende pour un canular homophobe et « avoir eu recours à de nombreux clichés et attitudes stéréotypées sur les personnes homosexuelles. Il est estimé qu'en diffusant cette séquence, la société C8 a gravement méconnu le principe de respect de la vie privée, ainsi que son obligation de lutter contre les discriminations »[93]. La condamnation est confirmée par la CEDH en février 2023[92].
- En février 2020, l'émission est condamnée à verser une amende de 10 000 euros à Karine Ferri après la publication de photographies d'elle dénudée[94].

### Sanctions infligées par les autorités de régulation
- En février 2021, C8 est mise en demeure par le CSA pour publicité clandestine dans l'émission TPMP[95].
- Le 16 novembre 2022, C8 est mise en demeure par l'Arcom pour le traitement de l'affaire Lola dans l'émission TPMP[96].
- Le 9 février 2023, C8 se voit infliger une amende d'un montant record de 3,5 millions d'euros par l'Arcom, à la suite des propos injurieux de Cyril Hanouna à l'égard du député Louis Boyard[97],[98].
- Infliction d'une amende de 300 000 euros en mai 2023, Cyril Hanouna ayant invité Anne Hidalgo à « fermer sa gueule » et « chasser les rats de sa capitale au lieu de dire des conneries », à la suite de la décision de celle-ci de ne pas installer d'écrans géants pour diffuser les matchs de la Coupe du monde de football 2022[99].
- Le 26 juillet 2023, l'Arcom sanctionne à nouveau la chaîne C8, à la suite d'un dérapage survenu durant l'émission TPMP. C8 est condamnée à payer 500 000 euros d'amende. La condamnation fait suite à l'invitation dans l'émission du complotiste et ex-dealer Gérard Fauré le 9 mars 2023. Ce dernier y accuse des personnalités d'être des consommateurs de drogue, des pédophiles et des utilisateurs d'adrénochrome, une substance censée être créée à partir du sang d'enfants sacrifiés, ce qui est une théorie complotiste connue. Il est reproché à Cyril Hanouna d'avoir alors déclaré : « il y a des gens qui disent que ça existe » et « c’est une pratique, apparemment ça existe et, ça, il a raison de le dire ». Il a aussi indiqué à plusieurs reprises que les propos de son invité « n’engageaient que lui »[100].
- Le 23 janvier 2024, l'Arcom sanctionne C8 pour une séquence du 30 janvier 2023 concernant Joy Hallyday, fille de Johnny et Laeticia Hallyday et mineure au moment des faits[101].

## Analyses et critiques

### Renouvellement contesté des codes de l'émission-débat
Pour le spécialiste des médias Jean-Maxence Granier, le succès d'audience de Touche pas à mon poste ! incarne la réussite de la « stratégie multi-chaînes » du groupe Canal+. Celui-ci s'est établi « dans une sorte de concurrence interne avec Le Grand Journal », dont la formule s'est ainsi vue « fragilisée ». Si Le Grand Journal incarne le « temple du branché » et une « proposition à la fois parodique et institutionnelle », Touche pas à mon poste ! s'y oppose par « le compagnonnage débondé, l’humour à tout prix et les discussions à la bonne franquette sur ce qui marche ou pas dans le poste ». Lors de la toute première émission sur France 4, Cyril Hanouna a annoncé le ton : « On en a marre des émissions média sérieuses, on veut s'amuser », alliant ainsi divertissement en humour à l'actualité télé, contrastant avec les émissions médias habituelles plus sérieuses telles que Médias, le mag, Votre Télé ou Telle est ma télé. Cette émission s'inscrit également dans une nouvelle vague d'émissions-débats à la radio et à la télévision, dont elle renouvelle le genre, en particulier dans le secteur des émissions de critique des médias, Cyril Hanouna incarnant ainsi « l’anti-Schneidermann » :

« La mise en scène de l’entre-soi, l’effet de bande, l’empathie relationnelle (« Mes chéris », comme Cyril Hanouna appelle ses camarades de jeux ou les téléspectateurs), le rythme échevelé, la prime au direct, la promesse de coulisses et d’imprévus, la polémique obligatoire et le rire égalisateur transforment ce qui se donne au départ comme le tribunal correctionnel de la télévision en temple des ressorts de la télévisualité d’aujourd’hui, poussée à ses limites par la concurrence du web et donc condamnée à créer sans cesse la vague même des (micro-)événements qui la portent. »

Pour Jean-Maxence Granier, les conflits « apparaissent comme les formes achevées d’une émission qui prend acte de l’influence des réseaux sociaux Facebook et Twitter en les imitant par une concentration inflationniste des commentaires que les programmes suscitent et une attention à tous les échos du landerneau télévisuel, que l’on retrouve ailleurs en cent quarante signes. Rappelons que la petite lucarne, qu’on dit en perte de vitesse chez les plus jeunes, reste l’un des thèmes phares abordés par les réseaux sociaux et que la réussite de Touche pas à mon poste ! repose aussi sur une stratégie digitale bien comprise ».
En octobre 2012, lorsque l'émission vient d'effectuer son changement de chaîne et de fréquence, passant d'une diffusion hebdomadaire sur France 4 à une diffusion quotidienne sur la nouvelle chaîne D8, dont elle est la première émission marquante, le journal Libération critique davantage l'animateur Cyril Hanouna que l'émission en elle-même. Il lui est notamment reproché « d'alterner gloussements hystériques et chorégraphie sur Les Sardines de Patrick Sébastien ». Pour le journal, « la bande autour n'est là que pour être vannée par Cyril Hanouna et manque de crédibilité ». Les journalistes critiquent le passage d'une fréquence hebdomadaire à une fréquence quotidienne par des discussions infinies de dix minutes sur une même émission pour combler le vide. Un an plus tard, les mêmes journalistes soulignent les très bonnes audiences de l'émission, mais trouvent toujours celle-ci comme étant « de la daube », trouvant que l'émission ressasse jour après jour les mêmes blagues et gags. En octobre 2012, au lancement de l'émission sur D8, un autre journal, Le Figaro, par la voix d'Anthony Palou, critique autant l'émission que son animateur. Ce dernier est vu comme un clown, un pitre né et la bande est considérée comme de « vagues motifs ou spectateurs sans crédibilité ».
En février 2016, le chroniqueur de France Inter, Bruno Donnet, dénonce « la normalisation de l'humiliation » dont l'émission se rend coupable selon lui, en évoquant tout particulièrement l'émission ayant eu lieu une semaine plus tôt, durant laquelle Matthieu Delormeau a subi une plaisanterie qu'il juge particulièrement humiliante. Daniel Schneidermann estime pour sa part que « ce spectacle se situe au carrefour incertain de deux codes », à savoir ceux des émissions de divertissement, dans lesquelles « chaque chroniqueur […] joue un rôle, dans le but final (mais non exclusif) de divertir » et ceux de la téléréalité, dans laquelle « les candidats […] investissent beaucoup de ce que le dispositif présente comme leur véritable personnalité, y compris sous ses aspects les plus dissimulés dans la télé « traditionnelle » (perversité, masochisme, hypocrisie, jalousie, etc.) » : il estime que Cyril Hanouna « joue savamment de cette ambiguïté » entre les deux formats et que « oui, la chaîne de Bolloré, en France, aujourd'hui, réalise ses meilleures audiences sur des spectacles d’humiliation gratuite ». De son côté, le psychiatre et pédopsychiatre Stéphane Clerget considère qu'« on ne peut pas parler de normalisation de l'humiliation. C'est un spectacle, donc ce n'est pas la vie normale. Ce qui peut décevoir, c'est que ça rencontre un succès chez les jeunes. Mais ce type d’humour a toujours existé. […] Touche pas à mon poste !, c’est un spectacle qui se fait avec l’équivalent de comédiens, adultes, rémunérés et qui jouent un personnage ».
Le 9 février 2016, l'hebdomadaire satirique Charlie Hebdo choisit en couverture de son numéro 1 229 un dessin de Coco représentant Cyril Hanouna caricaturé en moustique sirotant le contenu du crâne de jeunes téléspectateurs installés devant leurs écrans, avec comme texte explicatif : « Pire que Zika : Hanouna le virus qui rend con », faisant écho au virus Zika.

### Analyse sociologique
Pour Jean-Maxence Granier, la « mise en scène du collectif est un ressort essentiel qu’on voit pointer dans l’univers télévisuel comme c’est la règle désormais dans les fictions inspirées du modèle américain, qui disent toute la société à travers huit à dix personnages. (…) Cette galerie de portraits, d’antagonismes et d’affinités où chacun se conforme à son rôle est le véritable sujet de l’émission et comme la promesse d’une forme d’unité sociale perdue, où chacun a sa place autour de la table cathodique ».
Le sociologue François Jost estime que « l'idée de bande est très forte, Cyril Hanouna a su recréer ce que Laurent Ruquier a fait avant lui et dans cette bande on retrouve des « personnages », c'est-à-dire le bouc-émissaire, le dragueur, etc. En fait, ils ont des personnalités qu'on retrouve dans des sitcoms ».
Pour Marie Lhérault, sociologue des médias, l'émission est représentative de « la culture adulescente », « qui est normalement une culture transitionnelle de la phase de l'adolescence, qui est étirée aujourd'hui et qui touche toute une frange de jeunes adultes ».
Les professeurs de français langue étrangère Nicolas Philippe et Diana Mayerly Díaz Benavides prennent Cyril Hanouna comme exemple de renouvellement continu du langage familier, par le biais d'expressions idiomatiques nouvelles popularisées ou inventées par l'animateur, qui sont reprises massivement par ses fans. Certaines sont originaires d'Afrique du Nord et plus précisément de Tunisie d'où est originaire l'animateur (rassrah, darka, bsahtek, hmar, meskina, tanasse, etc.). Au sujet de l'émission, Patrice Gélinet, membre du CSA, « [se] demande dans quelle mesure Cyril Hanouna ne parle pas aujourd'hui, en employant un langage populaire, la langue de Villon, il y a des siècles de ça, la langue de Rabelais, la langue plus récemment de Frédéric Dard. Il apporte beaucoup à la langue française »

### Surreprésentation de l'extrême droite
Le milliardaire Vincent Bolloré, patron de la chaîne C8 (ainsi que de CNews) et « parrain » de Cyril Hanouna dans le groupe Canal+, n'a jamais caché sa volonté de mettre son empire médiatique au service de son agenda politique d'extrême droite, avec des éditorialistes comme Éric Zemmour, Pascal Praud, ou encore Jean Messiha,.
Plusieurs médias et chercheurs ont analysé l'orientation politique de Touche pas à mon poste ! à partir de 2021 à l'approche de l'élection présidentielle de 2022 : l'extrême droite devient la tendance politique la plus représentée sur le plateau, avec l'invitation de figures particulièrement radicales sans jamais leur opposer de contradicteurs. L'annonce de la candidature d'Éric Zemmour (chroniqueur vedette de CNews et second pilier médiatique du système Bolloré) transforme ainsi l'émission, selon la chercheuse au CNRS Claire Sécail, en tribune au service de la candidature du polémiste d'extrême droite. Ainsi, pour la période étudiée, allant de septembre à décembre 2021, l’extrême droite dans son ensemble (Zemmour, Le Pen, Philippot, Dupont-Aignan) a bénéficié de 53 % du temps d'antenne de l'émission, le gouvernement et LREM de 22 %, la gauche de 7 %, la droite de 5 %, l'extrême gauche de 3 % et les écologistes de 2 %,,. Éric Zemmour est également le premier invité de sa nouvelle émission Face à Baba le 16 décembre 2021, alors que quelques années auparavant, Hanouna a déclaré qu'il « ne le recevrait jamais ».

### Autres critiques
Le magazine d'investigation Complément d'enquête sur France 2 consacre le 30 novembre 2023 un numéro aux méthodes et conditions de travail employées par l'animateur de l'émission et aux fake news relayées dans le cadre de la quotidienne. Par ailleurs, interdiction a été faite à la plupart des chroniqueurs de rentrer en contact avec la journaliste de l'émission.

## Distinctions
- 2015 : lauréat de la meilleure émission de divertissement (cérémonie des Gold Prix de la TNT (en))[125], organisé par la revue Télé Star appartenant en 2015 au groupe Fininvest de Sylvio Berlusconi.
- 2019 : lauréat du meilleur talk-show Télé-Loisirs Awards, magazine propriété du groupe Bolloré.
- Plusieurs trophées humoristiques du pire de la télévision, les Gérard de la télévision dont plusieurs pour son présentateur :
  - Gérard de l'animateur qui a visiblement dû réussir pour coucher
  - Gérard de l'animatrice qui avait toutes les qualités pour vendre du poisson à la criée, mais qui a préféré vendre de la soupe à la télé
  - Gérard du chroniqueur qui doit quand même beaucoup fréquenter les donjons SM avec une boule rouge dans la bouche pour être aussi soumis à son animateur
  - Gérard du légume
  - Gérard de l'émission où on bouffe vraiment n'importe quoi (« l'émission où on avale sa dignité »)

## Produits dérivés
Un jeu de société Touche pas à mon poste spéciale années 1980 et 1990 est édité en 2014 par Lansay.

## Versions étrangères
Le format de télévision entièrement créé en France a été exporté dans cinq pays dans le monde, essentiellement des pays méditerranéens partiellement francophones.
| Pays     | Nom de l'émission      | Chaîne(s)          | Présentateur(s)             | Première diffusion |
| -------- | ---------------------- | ------------------ | --------------------------- | ------------------ |
| Algérie  | J8 اليوم الثامن        | Echorouk TV        | Farah Yasmine Nia           | 2017               |
| Italie   | Sbandati               | Rai 2              | Gigi & Ross                 | 4 octobre 2016     |
| Jordanie | - Hakina - حكينا       | Ro'ya TV           | Muath Eissa                 | 2019               |
| Liban    | Menna w Jerr منا و جر  | Murr TV            | Pierre Rabbat               | 31 décembre 2015   |
| Tunisie  | Omour Jeddia أمور جدية | El Hiwar El Tounsi | Naoufel Ouertani Ala Chebbi | 2016               |